# ييرشيتشي (سمولينسك)
ييرشيتشي (بالروسية: Ершичи) هي مدينة في مقاطعة سمولينسك أوبلاست في روسيا. يبلغ عدد سكانها حوالي 3126 نسمة.